# Shahrestān di Hajiabad
Lo shahrestān di Hajiabad (farsi شهرستان حاجی‌آباد) è uno dei 13 shahrestān della provincia di Hormozgan, il capoluogo è Hajiabad. Lo shahrestān è suddiviso in 3 circoscrizioni (bakhsh): 
- Centrale (بخش مرکزی)
- Farghan (بخش فارغان), con la città di Farghan.
- Ahmadi (بخش احمدی)